# Brian Reid (Rennfahrer)
Brian Reid ist ein ehemaliger britischer Motorradrennfahrer.

## Karriere
Reid, der sein erstes Rennen 1976 bestritt, fuhr fast seine gesamte Laufbahn auf Maschinen der Marke Yamaha. Die meisten Siege fuhr in den kleineren Hubraumklassen ein. Er war ein erfolgreicher Straßenrennenfahrer und zweifacher Weltmeister der TT-Formel II. 1985 stellte er bei der Isle of Man TT mit 176,577 km/h einen neuen Rundenrekord in seiner Klasse auf. 1994 musste er nach einem schweren Unfall bei der Temple 100, der ihm komplizierte Arm- und Beinfrakturen bescherte, seine aktive Karriere beenden. Auf Grund seiner Erfolge wurde Reid 2007 von den Lesern des Irish Racer Magazine in die nationale Hall of Fame der Rennfahrer gewählt.

## Siegestatistik
| Jahr | Klasse         | Maschine | Rennen            |
| ---- | -------------- | -------- | ----------------- |
| 1983 | 250er          | Yamaha   | Ulster Grand Prix |
| 1983 | 350er          | Yamaha   | Ulster Grand Prix |
| 1985 | Formel II      | Yamaha   | Ulster Grand Prix |
| 1985 | Formel II      | Yamaha   | Isle of Man TT    |
| 1985 | Formel II      | Yamaha   | Weltmeister       |
| 1986 | Formel II      | Yamaha   | Isle of Man TT    |
| 1986 | Formel II      | Yamaha   | Weltmeister       |
| 1987 | 350er          | Yamaha   | Ulster Grand Prix |
| 1987 | 350er Rennen 1 | Yamaha   | Ulster Grand Prix |
| 1989 | Supersport 600 | Yamaha   | Ulster Grand Prix |
| 1989 | 600er          | Yamaha   | North West 200    |
| 1990 | 250er/350er    | Yamaha   | Ulster Grand Prix |
| 1990 | Supersport 600 | Yamaha   | Isle of Man TT    |
| 1992 | 250er          | Yamaha   | Ulster Grand Prix |
| 1992 | Junior         | Yamaha   | Isle of Man TT    |
| 1992 | Supersport 400 | Yamaha   | Isle of Man TT    |
| 1992 | Supersport 400 | Yamaha   | Ulster Grand Prix |
| 1993 | Junior         | Yamaha   | Isle of Man TT    |